# Restant (Bundeswehr)
Restanten waren wehrpflichtige Ärzte, Zahnärzte, Veterinäre und Apotheker im Sanitätsdienst der Bundeswehr sowie auch vereinzelt Ingenieure bestimmter Fachrichtungen. Sie wurden bis zum Abschluss ihres berufsqualifizierenden Studiums von der Ableistung des Wehrdienstes zurückgestellt, um nachfolgend als „Spätberufene“ mit qualifikationsbedingt höherem Dienstgrad (meist als Offiziere des Fachdienstes) eingezogen zu werden.
In der territorialen Wehrverwaltung wurden mit diesem Begriff Soldaten bezeichnet, bei denen noch einzuzahlendes Verpflegungsgeld o. ä. ausstand.

## Etymologie
Restant (m., Pl. Restanten) leitet sich von lat. restans (m., Pl. restantes) ab, dem Partizip Präsens von restare. Es bedeutet so viel wie „widerstehend“, „übrigbleibend“, „zurückbleibend“, im weiteren Sinne etwas Ausstehendes oder Unausgelöstes. Davon abgeleitet ist auch der Rest.

Zurückgestellte Wehrpflichtige befanden sich in einem legalen Verzug des Antritts und somit der Erfüllung ihrer Wehrpflicht. In Analogie zur fachsprachlichen Bezeichnung von Verzugsschuldnern wurden sie kurzerhand als Restanten bezeichnet.

## Geschichte
Um dem Mangel an Sanitätsoffizieren zu begegnen, wurde das Wehrpflichtgesetz im Jahre 1965 dahingehend ergänzt, dass Medizin- und Zahnmedizinstudenten ihrer Wehrpflicht von damals achtzehn Monaten erst nach dem Studium nachzukommen brauchten. Pro Jahr wurden etwa 1200 Restanten als Spätberufene der Wehrpflicht eingezogen.
Nach einem vierwöchigen Einweisungskurs an der Sanitätsakademie der Bundeswehr in München wurden sie in die taktischen Grundlagen des Sanitätsdienstes eingewiesen und vor allem als Truppenärzte eingesetzt.
Ein gewollter Nebeneffekt der großen Anzahl so nach dem Wehrdienst ausscheidender Kurzdienender war es, die Sicherstellung der Aufwuchs- und Ersatzfähigkeit der Bundeswehr durch eine ausreichende Menge zur Verfügung stehender hochspezialisierter Reserveoffiziere zu gewährleisten.
Nach Öffnung der Laufbahn der Sanitätsoffiziere für Medizinstudenten und dem Ende des Kalten Krieges entfiel die Notwendigkeit der Restantenregelung und sie wurde im Jahre 1993 seitens der Bundeswehr außer Vollzug gesetzt.
Mit Änderung des Wehrpflichtgesetzes im Jahre 2011 erfolgte die Abschaffung der Möglichkeit der Verleihung höherer Dienstgrade im Grundwehrdienst (§ 40 WPflG aF). Das verlängerte Zuziehungsalter bis zum vollendeten 32. Lebensjahr für die oben genannten Personengruppen wurde beibehalten (§ 5 Abs. 1 Satz 2 Ziff. 2 WPflG), ist durch die gleichzeitig erfolgte Aussetzung der Wehrpflicht zu Friedenszeiten aber praktisch gegenstandslos.

## Durchführung

### Zurückstellung vom Wehrdienst
Es fand keine sonst übliche förmliche Zurückstellung gem. § 12 Wehrpflichtgesetz (WPflG) im Sinne einer Wehrdienstausnahme statt, sondern eine besondere Zurückstellung gemäß § 5 WPflG im Sinne der Einberufungsplanung.

Diese
- lag allein im Ermessen der Bundeswehr (Bedarf) und
- konnte bis zum vollendeten 32. Lebensjahr erfolgen.[8]

### Verleihung höherer Dienstgrad
Formen der Verleihung des Dienstgrads bei militärfachlicher Verwendung:
- endgültig[10]
- zeitweilig (nur für die Dauer des Wehrdienstes)[10]
- vorläufig (endgültige Verleihung abhängig vom Ergebnis des Wehrdienstes)[11]

Der militärische Dienstgrad wurde bestimmt durch die vorgesehene Dienststellung und richtete sich nach:
- ziviler Dienststellung bei der Bundeswehr
- Ermessen der Behörde
- StAN

Beispiele:
|  | approbierter Arzt ohne Facharztausbildung: |  | Stabsarzt |
|  | Arzt im Praktikum (teil-approbiert):       |  | Leutnant  |

Meist wurden die entsprechenden Dienstgrade erst vorläufig und mit Ausscheiden des Soldaten aus dem aktiven Dienst bei vorliegen eines positiven Dienstzeugnisses als endgültiger Dienstgrad der Reserve verliehen.